# Wielka Fatra

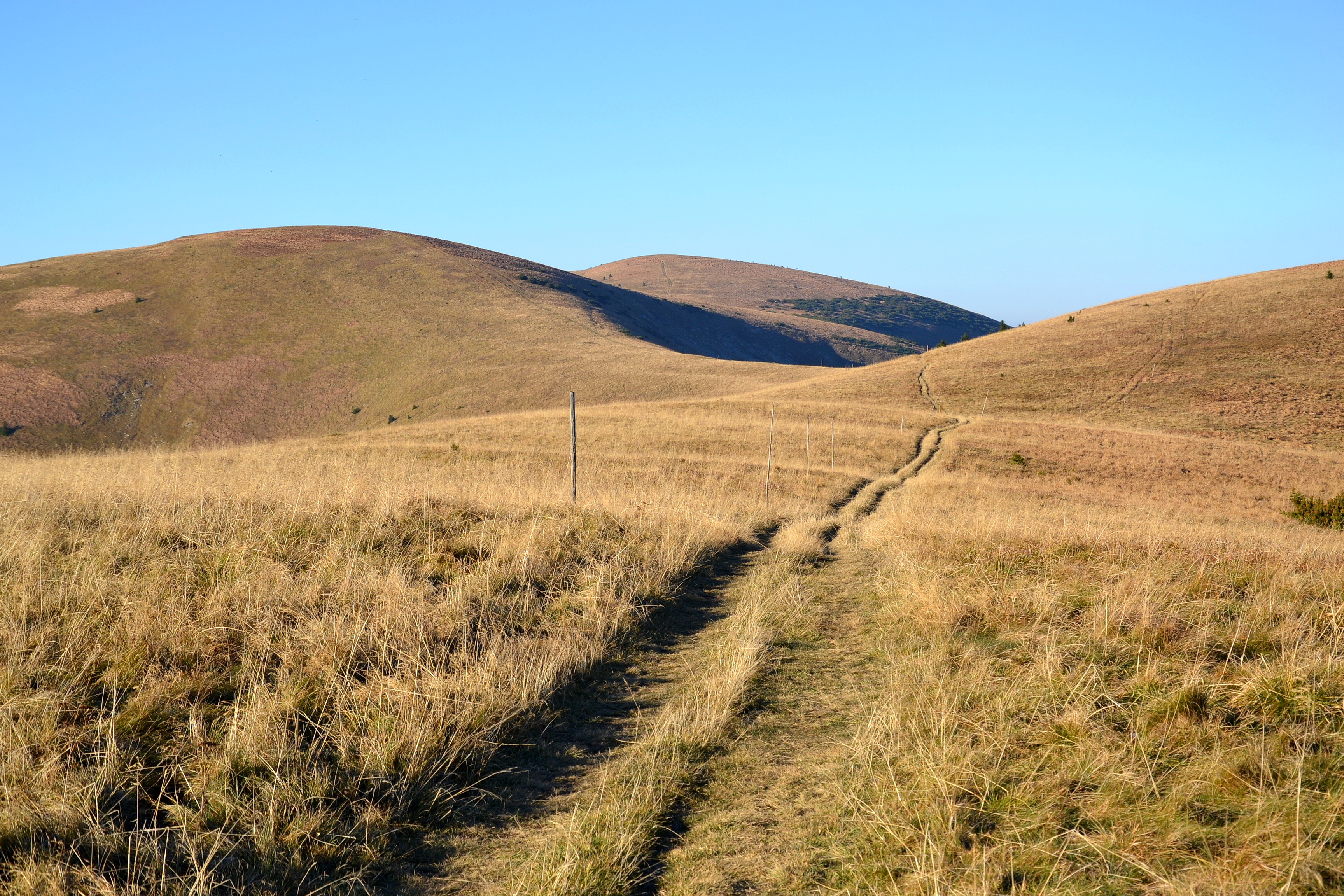
Główna grań Wielkiej Fatry: na pierwszym planie po lewej Frčkov, w centrum Ostredok

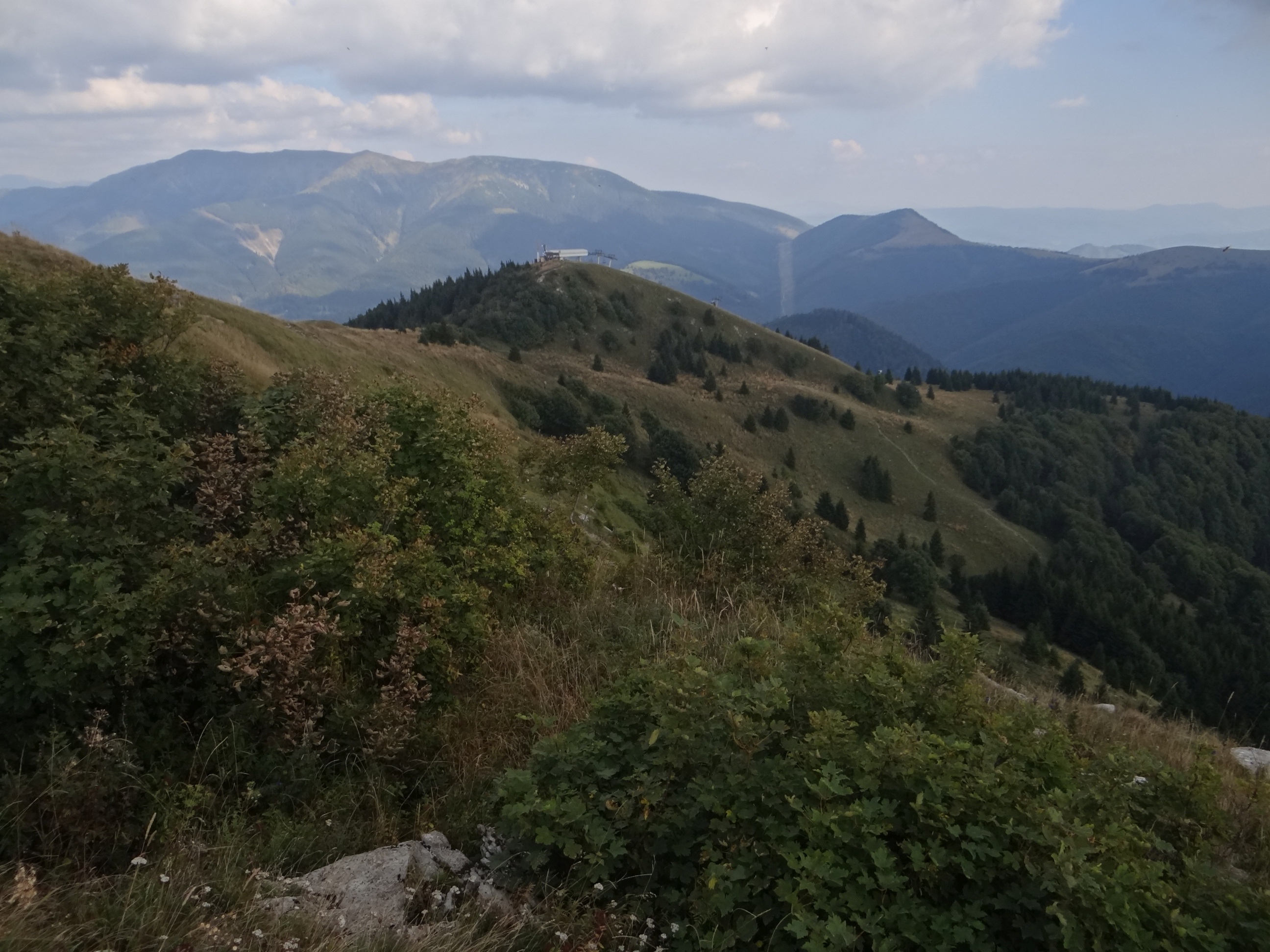
Nová hoľa

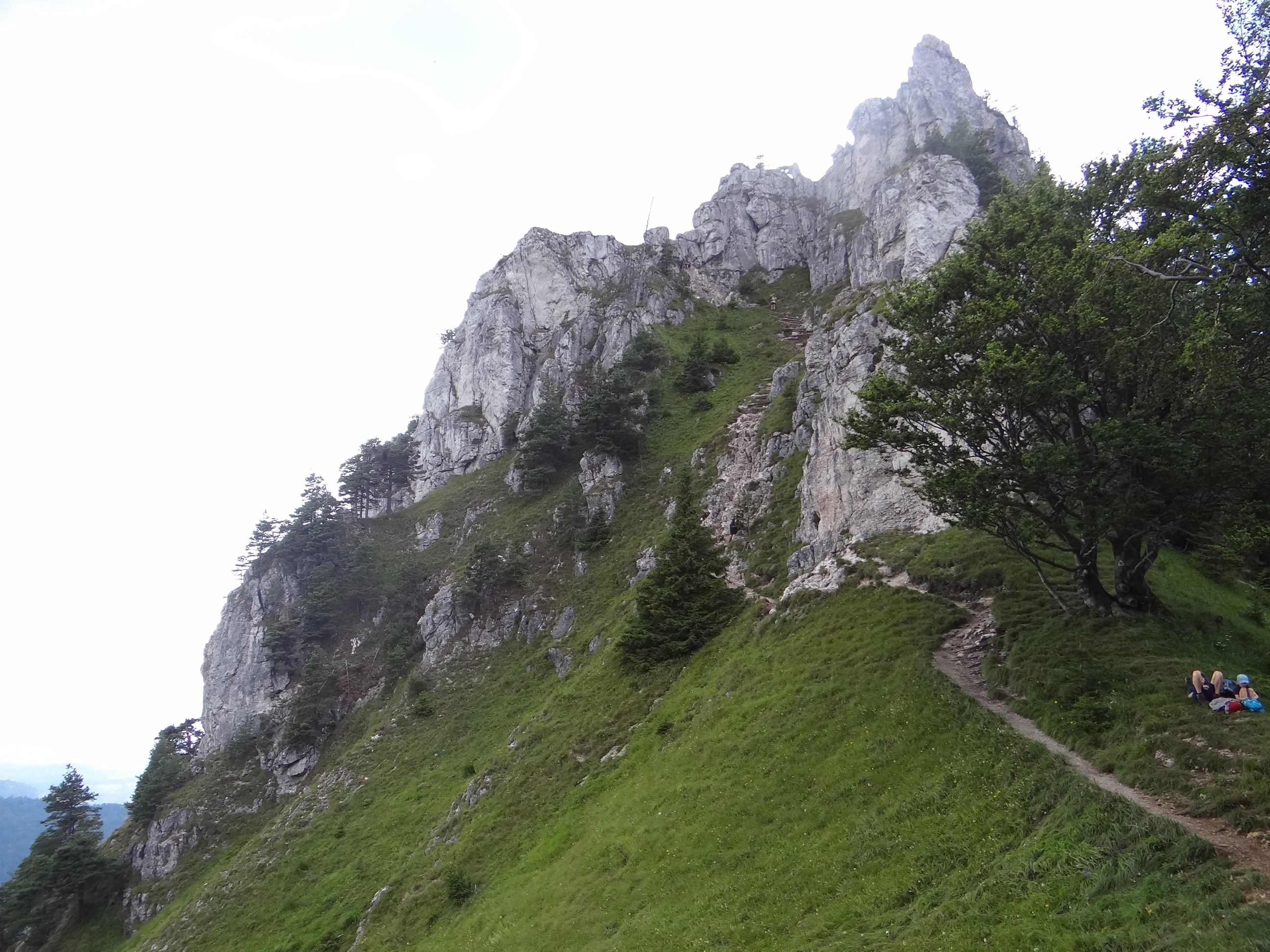
Ostrá

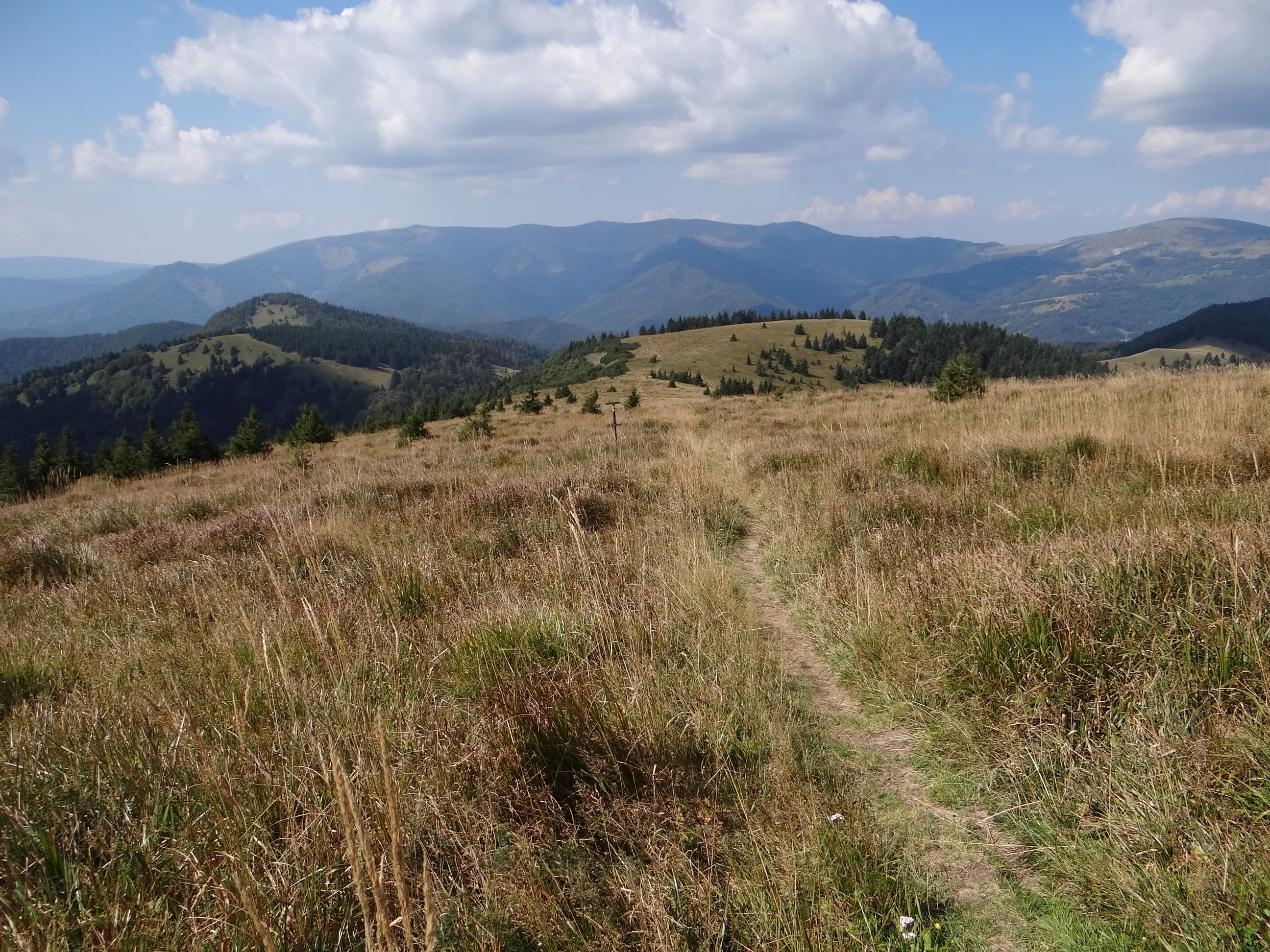
Grzbietowe hale

Wielka Fatra (514.85; słow.  Veľká Fatra) – pasmo górskie w Karpatach Zachodnich (Słowacja). Leży między Małą Fatrą (na pn.), Tatrami Niżnymi (na wsch.), Górami Kremnickimi (na pd.) i Kotliną Turczańską (na zach.). Długość pasma z pn. na pd. wynosi około 40 km. Jedna z najbardziej dziewiczych i bezludnych (bez stałego osadnictwa) grup górskich na Słowacji, charakteryzująca się długimi, halnymi, widokowymi grzbietami, głębokimi dolinami, licznymi formacjami skalnymi oraz rozległymi kompleksami leśnymi. Prawie w całości objęta ochroną w ramach Parku Narodowego Wielka Fatra, a przy tym dobrze zagospodarowana turystycznie (liczne szlaki turystyczne). Przez turystów odwiedzana jest niezbyt licznie.

## Orografia
Według dawnego podziału słowackich Karpat dokonanego przez Jána Hromádkę (1886-1968), twórcę nowoczesnej geografii słowackiej, Wielka Fatra obejmowała zupełnie wyraźnie wydzielający się obszar, który ograniczały:
- od północy – dolina Wagu na odcinku od Rużomberku po Krpeľany;
- od zachodu – skraj Kotliny Turczańskiej na odcinku Krpeľany – Čremošné;
- od południa – Žarnovická dolina (wyżej dolina potoku Biela voda) – przełęcz Malý Šturec – Harmanecká dolina (po miejscowość Uľanka);
- od wschodu – Dolina Starohorska – przełęcz Veľký Šturec – Revúcka dolina (po Rużomberk).

Aktualny podział orograficzny Słowacji z 1978 r., którego autorami są Michal Lukniš (1916-1986) i Emil Mazúr (1920-1990), przyłączył do Wielkiej Fatry (na zasadzie lokalnych podobieństw geologicznych i morfologicznych) spore fragmenty terenu, zaliczane przedtem do innych grup górskich. W ten sposób w skład Wielkiej Fatry weszły:
- na północy – tereny położone na północ od rzeki Wag, stanowiące wcześniej zachodnią część Gór Choczańskich, od Szypu (słow. Šíp) na zachodzie po Čebrať na wschodzie (czyli cały fragment leżący w widłach Wagu i Orawy aż po dolinę potoku Likavka – tzw. Szypska Fatra);
- na południu – tzw. Kotolnica po południowej stronie Doliny Harmanieckiej (masyw Vápenicy, 1023 m) wraz ze znaną Jaskinią Harmaniecką, zaliczana dawniej do Gór Kremnickich;
- na wschodzie – cały masyw Zwolenia (słow. Zvolen, 1403 m) między przełęczą Veľký Šturec (1010 m) a Przełęczą Donowalską (słow. Donovalské sedlo, 950 m), należące przedtem do Tatr Niżnych.

Najwyższe i inne najważniejsze szczyty Wielkiej Fatry:

- Ostredok (1596 m)
- Frčkov (1586 m)
- Krížna (1574 m)
- Rakytov (1567 m)
- Suchý vrch (1550 m)
- Ploská (1532 m)
- Smrekovica (1530 m)
- Borišov (1510 m)
- Šiprúň (1461 m)
- Lubená (1414 m)
- Zvolen (1403 m)
- Lysec (1381 m)
- Tlstá (1373 m)
- Majerova skala (1283 m)
- Drienok (1268 m)
- Ostrá (1247 m)

Na południu wyraźna przełęcz Malý Šturec (890 m) oddziela Wielką Fatrę od Gór Kremnickich. Na wschodzie Przełęcz Donowalska oddziela Wielką Fatrę od Gór Starohorskich (słow. Starohorské vrchy).
Wielką Fatrę dzieli się na 7 podregionów:
- Skalna Fatra (Bralná Fatra)
- Halna Fatra (Hôľna Fatra)
- Lysec
- Revúcke podolie
- Šiprúň
- Szypska Fatra (Šípska Fatra)
- Zvolen[6]

## Turystyka
Wielka Fatra porównywana bywa do polskich Bieszczadów, ogromne grzbietowe hale pasterskie przypominają bowiem połoniny. Hal tych jednak jest więcej niż w polskich Bieszczadach, a gołe, granitowe szczyty, przeplatane wapienno-dolomitowymi kopcami, pocięte głębokimi dolinami odróżniają ją wyraźnie od Bieszczadów. Lasy porastające stoki to głównie lasy świerkowe, podczas gdy dla Bieszczadów charakterystyczne są lasy bukowe. Przede wszystkim jednak Wielka Fatra odróżnia się dzikością. Mimo że dolinami biegną dobre drogi, turystyczny ruch jest tutaj niewielki, a baza noclegowa słabo rozbudowana. Wielka Fatra posiada gęstą sieć szlaków turystycznych. Na wielu z nich można całymi dniami spotkać tylko nielicznych turystów. Grzbiety Wielkiej Fatry są długie, można nimi wędrować nawet dziesiątki kilometrów bez schodzenia do dolin. Mimo zwartości, są przy tym zróżnicowane. Dzięki grzbietowym halom rozciągają się z nich rozlegle widoki obejmujące nie tylko szczyty Wielkiej Fatry, ale także Małą Fatrę, Beskidy, Góry Choczańskie, Tatry, Niżne Tatry, Rudawy Weporskie i Góry Kremnickie.